# Biografisch Portaal
Biografisch Portaal (Biografisk Portal) er et initiativ fra Huygens Instituut voor Nederlandse Geschiedenis i Haag, der har til formål at gøre biografiske tekster fra Holland mere tilgængelige.
Projektet blev påbegyndt i februar 2010 med materiale om 40.000 digitale biografier; ambitionen var at give digital adgang til al pålidelig information om afdøde personer i Holland fra de tidligste tider af Hollands historie frem til moderne tid.
Huygens Instituut voor Nederlandse Geschiedenis holder til i den samme bygning som Biografisk Institut, Det centrale kontor for slægtsforskning, Huygens ING, Internationalt Institut for Socialhistorie (IISG), National Arkiv, Forskningscenter for Historie og Kultur, Parlamentarisk Dokumentationscenter og Nederlandsk Institut for Kunsthistorie